# Klavs Jensen
Pour les articles homonymes, voir Jensen.
Klavs Flemming Jensen  (né le 5 août 1952)  est un ingénieur chimiste américain d'origine danoise qui est actuellement professeur Warren K. Lewis au Massachusetts Institute of Technology (MIT).
Jensen a été élu membre de la Académie nationale d'ingénierie des États-Unis en 2002 pour ses contributions fondamentales à l'ingénierie des réactions chimiques à plusieurs échelles avec des applications importantes dans le traitement des matériaux microélectroniques et la technologie des microréacteurs.
De 2007 à juillet 2015, il a été chef du département de génie chimique du MIT.

## Formation et carrière
Jensen a reçu sa formation en génie chimique de l'Université technique du Danemark, où il obtient un Master of Science en 1976, et de l'Université du Wisconsin à Madison, où il obtient un doctorat en 1980,,,,. Le directeur de thèse de Jensen était W. Harmon Ray (en). En 1980, Jensen est devenu professeur adjoint de génie chimique et de science des matériaux à l'Université du Minnesota, avant d'être promu professeur agrégé en 1984 et professeur titulaire en 1988. En 1989, il rejoint le Massachusetts Institute of Technology .
Au Massachusetts Institute of Technology, le professeur Jensen a été titulaire de la chaire de développement de carrière Joeseph R. Mares en génie chimique (1989-1994), du professeur Lammot du Pont de génie chimique (1996-2007) et du professeur Warren K. Lewis de Génie chimique (2007-présent). Klavs Jensen a été chef du département de génie chimique du MIT de 2007 à 2015. En 2015, le professeur Jensen est devenu le président fondateur de la revue scientifique Reaction Chemistry and Engineering de la Royal Society of Chemistry, qui vise à combler le fossé entre la chimie et le génie chimique.

## Recherches
Les recherches de Jensen tournent autour des techniques de réaction et de séparation pour la synthèse à plusieurs étapes à la demande, des méthodes de synthèse automatisée (en) et de la découverte et de la manipulation biologiques des microsystèmes. Il est considéré comme l'un des pionniers de la chimie des flux (en).
Jensen, Armon Sharei et Robert S. Langer ont été les fondateurs de SQZ Biotech,. Le trio, avec Andrea Adamo, a développé la méthode de compression cellulaire (en) . Il permet la livraison de molécules dans les cellules par une légère compression de la membrane cellulaire. Il s'agit d'une plate-forme microfluidique sans vecteur à haut débit pour l'administration intracellulaire. Il élimine la possibilité de toxicité ou d'effets hors cible car il ne repose pas sur des matériaux exogènes ou des champs électriques.
Jensen, avec Timothy F. Jamison (en), Allan Myerson et ses collègues, a conçu une mini-usine de la taille d'un réfrigérateur pour fabriquer des formules de médicaments prêts à l'emploi. La mini-usine peut fabriquer des milliers de doses d'un médicament en deux heures environ. L'usine peut permettre de répondre plus facilement aux besoins soudains de santé publique. Il peut également être utile dans les pays en développement et pour fabriquer des médicaments à courte durée de conservation . Chemical & Engineering News a nommé la mini-usine dans sa liste des avancées notables de la recherche en chimie à partir de 2016.

## Honneurs

### Adhésions et bourses
Jensen a reçu une bourse Guggenheim en 1987 ,,, . Jensen est devenu membre élu de la Royal Society of Chemistry en 2004 et de l'Association américaine pour l'avancement des sciences en 2007,,,,,. Il est également devenu membre de l'Académie nationale d'ingénierie des États-Unis en 2002 et de l'Académie américaine des arts et des sciences en 2008,,. En mai 2017, il a été élu à l'Académie nationale des sciences en reconnaissance de ses « réalisations distinguées et continues dans la recherche originale »,.

### Récompenses
En 2008, Jensen a été inclus comme l'un des « 100 ingénieurs chimistes de l'ère moderne » par le comité de célébration du centenaire de l'American Institute of Chemical Engineers (AIChE),,,. En mars 2012, il a été le premier récipiendaire du prix IUPAC - ThalesNano (en) en chimie des flux,,. Jensen a été nommé dans la liste 2016 du magazine Foreign Policy des principaux penseurs mondiaux avec Timothy F. Jamison et Allan Myerson. En 2016, il a reçu le prix des fondateurs de l'AIChE pour ses contributions exceptionnelles dans le domaine du génie chimique,. Jensen a également reçu le prix présidentiel du jeune chercheur de la Fondation nationale pour la science ,.

## Œuvres choisies
Klavs Jensen est l'auteur de nombreux articles de revues décrivant des avancées significatives en chimie des flux, en microfluidique, en dépôt chimique en phase vapeur et en génie chimique, notamment :
- Bashir O Dabbousi, Javier Rodriguez-Viejo, Frederic V Mikulec, Jason R Heine, Hédi Mattoussi, Raymond Ober, Klavs F Jensen, Moungi G. Bawendi « (CdSe) ZnS core−shell quantum dots : synthesis and characterization of a size series of highly luminescent nanocrystallites », Journal of Physical Chemistry B 46(101), 9463-9475 (1997)[28].

- Jamil El-Ali, Peter K Sorger, Klavs F Jensen « Cells on Chips », Nature 442 (7101), 403 (2006)[29].

- Klavs F Jensen « Microreaction engineering - is small better? » , Chemical Engineering Science 56(2), 293-303 (2001)[30].

- Jinwook Lee, Vikram C Sundar, Jason R Heine, Moungi G Bawendi, Klavs F Jensen « Full color emission from II–VI semiconductor quantum dot–polymer composites », Advanced Materials 12(15), 1102-1105 (2000)[31].

- Axel Gunther, Klavs F Jensen « Multiphase microfluidics: from flow characteristics to chemical and materials synthesis », Lab on a Chip 6(12), 1487-1503 (2006)[32].

- Harry Moffat, Klavs F Jensen « Complex flow phenomena in MOCVD reactors: I. Horizontal reactors », Journal of Crystal Growth 77 (1-3), 108-119 (1986)[33].

- Lisi Xie, Qing Zhao, Klavs F. Jensen, Heather J. Kulik « Direct Observation of Early-Stage Quantum Dot Growth Mechanisms with High-Temperature Ab Initio Molecular Dynamics », The Journal of Physical Chemistry C 120 (4), 2472-2483 (2016)[34].